# Coenonympha scotica
Coenonympha scotica är en fjärilsart som beskrevs av Staudinger-rebel 1901. Coenonympha scotica ingår i släktet Coenonympha och familjen praktfjärilar. Inga underarter finns listade i Catalogue of Life.